# 断裂力学
断裂力学（Fracture mechanics）是研究含裂纹构件强度与寿命的一门固体力学的新分支，结构损伤容限设计的理论基础。可以分为线弹性断裂力学与弹塑性断裂力学两大类别，前者适用于裂纹尖端附近小范围屈服的情况；而后者适用于裂纹尖端附近大范围屈服的情况。就目前情况而言，弹塑性断裂力学发展很快，但是线弹性断裂力学在结构损伤容限设计中仍然占据重要地位。
在线弹性断裂力学中，最重要的力学参量是应力强度因子，它控制裂纹尖端场附近的应力场和位移场。

## 线弹性断裂力学

### 格里菲斯能量关系式
作为一门崭新的学科，断裂力学在第一次世界大战期间为英国航空工程师格里菲斯所创立，用于解释脆性材料的断裂。他面临的问题是，从理论上说，小裂纹尖部的應力接近无穷大。也就是说，无论裂纹有多小，负载有多轻，材料都会破裂。为了逃出困境，他发展出一套热力学機制。他假定裂纹的延展需要创造表面能量，这一能量是形变能提供的。如果形变能的损失足以提供新的表面能，裂纹就开始沿展。

### 欧文修正

裂纹尖端周围一圈形成塑性区

格里菲斯的理论{\displaystyle \sigma _{f}{\sqrt {a}}=C}与玻璃等脆性材料的实验数据非常吻合，但对于钢等延性材料来说，格里菲斯预测的表面能(γ)通常高得有点离谱。美国海军研究实验室的George Rankine Irwin发现塑性在延性材料的断裂中必定起着重要作用，从物理角度来看，与脆性材料相比，延性材料中的裂纹扩展需要更多的能量。
欧文将能量分成两部分：
- 储存的弹性应变能随着裂纹的扩展而释放。
- 耗散能量包括塑性耗散和表面能（以及可能起作用的任何其他耗散力）。

那么总能量为：
{\displaystyle G=2\gamma +G_{p}}
其中{\displaystyle \gamma }是表面能，{\displaystyle G_{p}}是裂纹扩展单位面积的塑性应力强度因子。